# Флеймс Юнайтед
Футбольний клуб «Флеймс Юнайтед» (нід. Flames United Sports Club) — сінтмартенський футбольний клуб з міста Філіпсбург. Клуб був заснований у 2010 році, та проводить домашні матчі на стадіоні «Рауль Іллідж Спорт Комплекс» місткістю 3 тисячі глядачів. Клуб грає у Вищій лізі Сінт-Мартену з футболу, найвищому дивізіоні країни, та двічі був чемпіоном Сінт-Мартену.

## Титули і досягнення
- Чемпіон Сінт-Мартену (2): 2014—2015, 2020—2021